# Fyns Amt

Das Wappen von Fyns Amt zeigt einen Dreipass mit Hopfenblättern.

Fyns Amt war eine dänische Amtskommune und umfasste Fünen, Langeland, Ærø und etwa 90 kleinere Inseln. Sie entstand 1970 durch die Zusammenlegung von Odense Amt und Svendborg Amt.
Hauptort war Odense.
Seit der Kommunalreform zum 1. Januar 2007 gehört das Gebiet zur Region Syddanmark.

## Entwicklung der Bevölkerung
(1. Januar)
- 1980 – 452.965
- 1985 – 454.278
- 1990 – 459.354
- 1995 – 467.695
- 1999 – 471.732
- 2000 – 471.974
- 2003 – 473.471
- 2005 – 476.580
- 2006 – 478.347

Die Fläche beträgt 3.486 km², womit die Bevölkerungsdichte bei 137 Einwohnern je km² liegt.

## Kommunen
- Aarup Kommune (5.461)
- Årslev Kommune (9.376)
- Ærø Kommune (6.873)
- Assens Kommune (10.959)
- Bogense Kommune (6.487)
- Broby Kommune (6.331)
- Egebjerg Kommune (8.924)
- Ejby Kommune (10.192)
- Faaborg Kommune (17.248)
- Glamsbjerg Kommune (5.924)
- Gudme Kommune (6.530)
- Haarby Kommune (5.045)
- Kerteminde Kommune (11.011)
- Langeskov Kommune (6.417)
- Middelfart Kommune (20.599)
- Munkebo Kommune (5.811)
- Nørre Aaby Kommune (5.626)
- Nyborg Kommune (19.134)
- Odense Kommune (186.595)
- Ørbæk Kommune (6.884)
- Otterup Kommune (11.023)
- Ringe Kommune (11.269)
- Rudkøbing Kommune (6.647)
- Ryslinge Kommune (6.920)
- Svendborg Kommune (43.052)
- Sydlangeland Kommune (4.034)
- Søndersø Kommune (11.366)
- Tommerup Kommune (7.865)
- Tranekær Kommune (3.439)
- Ullerslev Kommune (5.190)
- Vissenbjerg Kommune (6.115)

## Amtsbürgermeister
- Edvard Rasmussen, Det Radikale Venstre, (1970–1974)
- Jens Peter Fisker, Socialdemokratiet, (1974–1993)
- Karen Nøhr, Det Radikale Venstre, (1994–2002)
- Jan Boye, Konservative (2002–2005)
- Poul Weber, Venstre (2006)